# Kazunari Sakamoto
Kazunari Sakamoto (坂本 一成, , Sakamoto Kazunari) né en juillet 1943 à Tokyo est un architecte japonais.

## Carrière
Sakamoto est diplômé du Tōkyō Kōgyō Daigaku en 1966 et obtient après son doctorat en 1971 un emploi de professeur à temps plein au département d'architecture de l'Université d'art de Musashino où il est nommé professeur adjoint en 1977. En 1983, il occupe la même position à l'université de technologie de Tokyo et y enseigne depuis 1991. 
Étudiant au Tōkyō Kōgyō Daigaku, Sakamoto y était élève de Kazuo Shinohara.

## Principales réalisations
- 1988 : HOUSE F
- 1992 : Common City Hoshida (Ōsaka)

## Prix
- 1990 : Nihon-kenchiku-gakkai-shō (pour HOUSE F)
- 1992 : Murano-Tōgo-shō (pour Common City Hoshida)

## Source de la traduction
- (de) Cet article est partiellement ou en totalité issu de l’article de Wikipédia en allemand intitulé « Kazunari Sakamoto » (voir la liste des auteurs).